# طهنة
طهنة (بالفارسية: طهنه) هي قرية تقع في قسم دوبلوك الريفي في إيران. يقدر عدد سكانها بـ 187 نسمة بحسب إحصاء 2016.